# Manuel Huete Aguilar
Manuel Huete Aguilar (La Peza, Granada, 1922 - Madrid, 18 de enero de 1999) fue un dibujante de cómics y actor español

## Biografía
Padre de la productora Cristina Huete y la diseñadora de vestuario Lala Huete, y abuelo del guionista y director Jonás Trueba.
Durante los años 40 trabajó como dibujante de cómics de aventuras y ciencia ficción para Ediciones Rialto, Ediciones Marisal y Ediciones Maravillas, editada por Falange Española de las JONS. En 1986 participó en el guion de El año de las luces y desde los años 70 colaboró en algunas películas como actor secundario, como en Sal gorda (1984) o La corte de Faraón (1985). En 1990 fue nominado al Goya a mejor actor secundario por su participación en El vuelo de la paloma.
Muere en Madrid el 18 de enero de 1999 a los 77 años, siendo incinerado en el tanatorio del Cementerio de la Almudena.

## Filmografía
| Año  | Título                          | Personaje        | Dirección                |
| ---- | ------------------------------- | ---------------- | ------------------------ |
| 1978 | Las truchas                     | Adolfo           | José Luis García Sánchez |
| 1979 | La noche del licenciado         | Andrés           | Antonio Mercero          |
| 1980 | La mano negra                   | Padre de Manolo  | Fernando Colomo          |
| 1981 | Vecinos                         | Presidente       | Alberto Bermejo          |
| 1982 | A contratiempo                  | Recepcionista    | Óscar Ladoire            |
| 1984 | Sal gorda                       | Copista          | Fernando Trueba          |
| 1985 | La corte de Faraón              | Millán           | José Luis García Sánchez |
| 1986 | Hay que deshacer la casa        | Cura             | José Luis García Sánchez |
| 1986 | El año de las luces             |                  | Fernando Trueba          |
| 1987 | Divinas Palabras                |                  | José Luis García Sánchez |
| 1987 | Madrid                          |                  | Basilio Martín Patino    |
| 1988 | Pasodoble                       | Mateo            | José Luis García Sánchez |
| 1988 | Miss Caribe                     | Don Alejandro    | Fernando Colomo          |
| 1989 | El vuelo de la paloma           | Ciri             | José Luis García Sánchez |
| 1989 | El baile del pato               | Padre de Carlos  | Manuel Iborra            |
| 1989 | Bajarse al moro                 | Vecino cabreado  | Fernando Colomo          |
| 1992 | Belle Époque                    | Lugareño         | Fernando Trueba          |
| 1993 | Supernova                       | Padre de Avelina | Juan Miñón               |
| 1995 | Suspiros de España (y Portugal) | Juez             | José Luis García Sánchez |